# Bob Bondurant
Robert 'Bob' Bondurant (Evanston, Illinois, SAD, 23. travnja, 1933.) je bivši američki vozač automobilističkih utrka.

## Rezultati u Formuli 1
| Sezona | Momčad                                 | Šasija               | Motor                | Utrke | Pobjede | Podiji | Bodovi | Plasman |
| ------ | -------------------------------------- | -------------------- | -------------------- | ----- | ------- | ------ | ------ | ------- |
| 1965.  | North American Racing Team Reg Parnell | Ferrari 158 Lotus 33 | Ferrari V8 Climax V8 | 2     | 0       | 0      | 0      | —       |